# Rathvilly
Rathvilly (in irlandese: Ráth Bhile  che significa "forte dell'albero sacro") è un villaggio nella contea di Carlow, nella Repubblica di Irlanda sulle rive del fiume Slaney. La zona era la sede della famiglia del Barone Rathdonnell.
Nel centro del villaggio c'è una statua dedicata a Kevin Barry un locale di 18 anni che combatté per l'indipendenza irlandese nel 1920. Fu catturato dagli inglesi ed imprigionato nella prigione MountJoy.
Rathvilly ha vinto la competizione Tidy Towns (città pulite) in 3 occasioni separate, 1961, 1963, e 1968.
È anche conosciuto da molti come home of footballers ("casa dei calciatori"), dato che la locale squadra di calcio gaelico è probabilmente l'unica a contrastare il dominio delle squadre della città di Carlow, Éire Og e O'Hanrahans. I colori della squadra sono verde ed oro. 
San Patrizio è il patrono del villaggio.